# Piekliska
Piekliska (481 m n.p.m.) – wzniesienie w Beskidzie Niskim, na północ od centrum Iwonicza-Zdroju. 
Góra jest zalesiona. W XIX stuleciu teren ten nazywano ”Lasem Dantego” i stanowił częsty cel spacerów uzdrowiska. Około 300 m od lasu ku północy  stoi kamienna kapliczka z krzyżem. Przez wzniesienie prowadziła do połowy XIX wieku główna droga z Iwonicza Wsi  do zakładu kąpielowego.  Z północnych stoków rozpościera się widok na Doły Jasielsko-Sanockie i Pogórze Strzyżowskie. Od południa potok o tej samej nazwie jak góra.